# Felsőmarosújvár

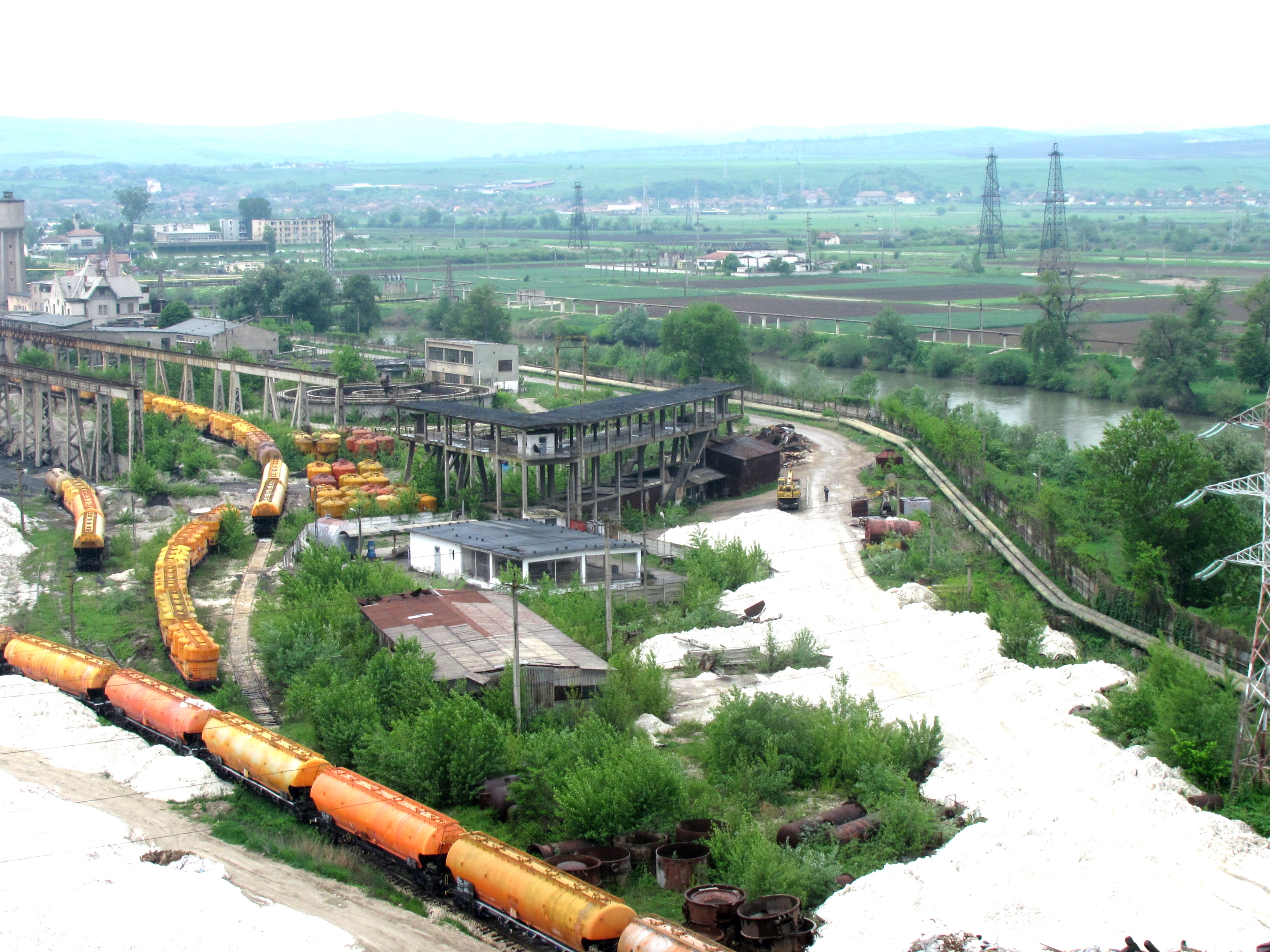

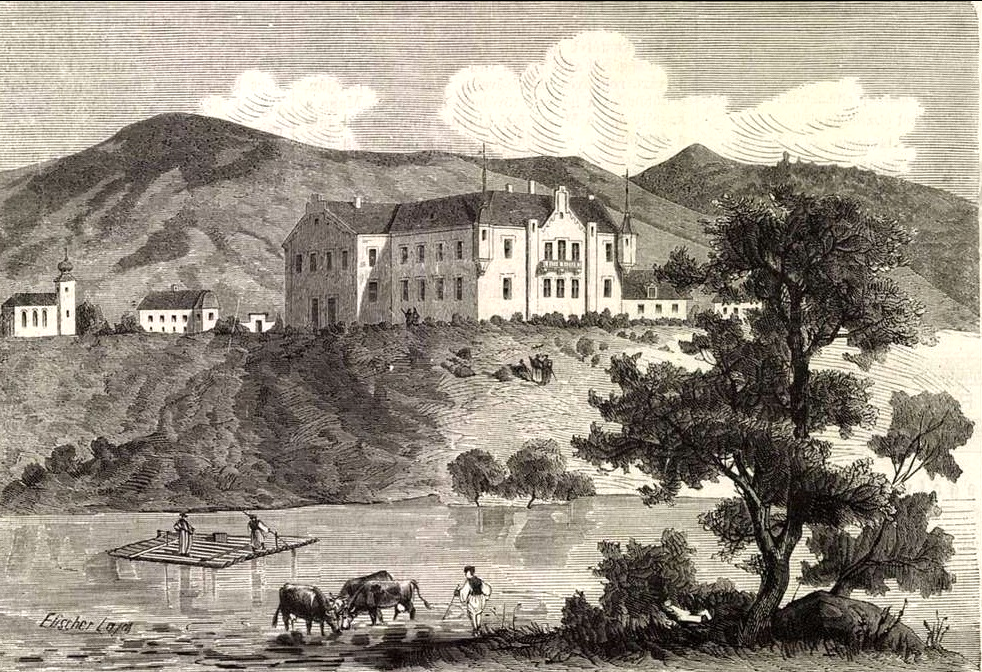
A Mikó-kastély 1885-ben

Felsőmarosújvár (románul: Uioara de Sus) falu Romániában, Erdélyben, Fehér megyében.

## Fekvése
Marosújvár keleti városrésze.

## Története
1177-ben Vyuuar, 1268-ban Novi Castri, 1296-ban Kuncedvyuar (~ Kincsedújvár), 1576-ban Arx Nova, 1620-ban Maros-Ujvár néven említették. Talán már 1068-ban, de a 11–13. században mindenképpen várispánság központja volt. Első vára földből készült, a 14. században már kővár állt benne, a mai várkastély elődje. Ekkor az erdélyi vajdák bírták, 1392-ben már a Losonci családé.
1478-ban két országos vásár tartására kapott szabadalmat. 1556-ban országgyűlést tartottak benne. 1589-ben Báthori Zsigmond korábbi nevelőjének, Gálfi Jánosnak adományozta. 1592-ben itt, kastélyában fogatta el Gálfit, akit később kivégeztetett, a várat és a mezővárost pedig jegyajándékul Mária Krisztiernának adta. Egyháza Gálfi alatt, rövid ideig az unitárius irányzatot követte, kivégzése után visszatért a katolicizmushoz.
Bethlen Gábor 1620-ban Székely Mózes fiának, 1627-ben Zólyomi Dávidnak és feleségének, Bethlen Katalinnak, I. Rákóczi György 1642-ben felerészt Czikó Mihálynak, felerészt Mikes Mihálynak és Paczolai Borbálának adományozta. 1649-től a Mikes család birtoka volt. 1731-ben Mikes Mihály két országos vásárát Zabolára helyezte át, ezzel elveszítette korábbi jelentőségét. Magyar lakossága kihalt, románokkal telepítették újra. A marosújvári sóbányák megnyitása után fontos tutajkikötő működött mellette a Maroson. 1854-ben uradalmát a Mikesektől Mikó Imre vásárolta meg.

## Népessége
- 1850-ben 432 lakosából 360 volt román, 56 magyar és 16 cigány nemzetiségű; 375 görögkatolikus, 34 református és 23 római katolikus vallású.
- 1900-ban 903 lakosából 638 volt román, 226 magyar és 33 cigány anyanyelvű; 670 görögkatolikus, 159 református, 33 zsidó és 29 római katolikus vallású.
- 2002-ben 1359 lakosából 1189 volt román, 105 magyar és 65 cigány nemzetiségű; 1151 ortodox, 82 református, 69 pünkösdista, 28 görögkatolikus és 17 római katolikus vallású.

## Látnivalók
- Kastélya elhanyagolt állapotú. A helyén állt egykori várat először 1290-ben említették. 1336-ban az esztergomi érsek kétszázezer márkával járult hozzá építéséhez. Gálfi János reneszánsz stílusban átépítette. A 17. században sáncárok vette körül, amelybe a Maros vizét is bele tudták vezetni. Az árok ma is látható. 1742-ben Mikes István kibővítette és barokk stílusban felújította. 1848-ban leégett. 1856–1869-ben Mikó Imre megbízásából a kolozsvári Kagerbauer Antal tervei alapján építették újjá, angolos neogótikus stílusban. 1959-ben költözött ide a környék borászati központja,[3] majd 1999-ig karácsonyfadísz-gyártó üzem működött benne.
- Középkori, eredetileg Szent Mihály-plébániatemplomának romjai (román–gótikus).